# Warka (gmina)
Warka est une gmina urbaine-rurale (gmina miejsko-wiejska) du powiat de Grójec dans la Voïvodie de Mazovie, dans le centre-est de la Pologne.
Son siège administratif est la ville de Warka, qui se situe environ 25 kilomètres à l'est de Grójec (siège de la powiat) et 50 kilomètres au sud de Varsovie (capitale de la Pologne).
La gmina couvre une superficie de 201,14 km2 pour une population de 18 896 habitants en 2006 avec une population de Warka de 11 028 habitants et une population de la partie rurale de la gmina de 7 868 habitants.

## Histoire
De 1975 à 1998, la gmina est attachée administrativement à la voïvodie de Radom. Depuis 1999, elle fait partie de la voïvodie de Mazovie.

## Géographie
Outre la ville de Warka, la gmina inclut les villages et les localités de:
- Bończa
- Borowe
- Branków
- Brzezinki
- Budy Michałowskie
- Budy Opożdżewskie
- Dębnowola
- Gąski
- Gośniewice
- Grażyna
- Grzegorzewice
- Gucin
- Hornigi
- Kalina
- Kazimierków
- Klonowa Wola
- Konary
- Krześniaków
- Laski
- Lechanice
- Magierowa Wola
- Michalczew
- Michałów Dolny
- Michałów Górny
- Michałów-Parcele
- Murowanka
- Niwy Ostrołęckie
- Nowa Ostrołęka
- Nowa Wieś
- Nowe Biskupice
- Nowe Grzegorzewice
- Opożdżew
- Oskardów
- Ostrołęka
- Ostrówek
- Palczew
- Palczew-Parcela
- Paulin
- Piaseczno
- Pilica
- Podgórzyce
- Prusy
- Przylot
- Stara Warka
- Stare Biskupice
- Wichradz
- Wola Palczewska
- Wrociszew
- Zastruże

### Gminy voisines
La gmina de Warka est voisine des gminy suivantes :
- Białobrzegi
- Chynów
- Góra Kalwaria
- Grabów nad Pilicą
- Jasieniec
- Magnuszew
- Promna
- Sobienie-Jeziory
- Stromiec
- Wilga

## Structure du terrain
D'après les données de 2002, la superficie de la commune de Warka est de 201,14 km², répartis comme tel :
- terres agricoles : 78%
- forêts : 12%

La commune représente 14,54% de la superficie du powiat.

## Démographie
Données du 30 juin 2004 :
| description        | Total  | Total | Femmes | Femmes | Hommes | Hommes |
| ------------------ | ------ | ----- | ------ | ------ | ------ | ------ |
| Unité              | Nombre | %     | Nombre | %      | Nombre | %      |
| population         | 18 976 | 100   | 9 648  | 50,8   | 9 328  | 49,2   |
| Densité (hab./km²) | 94,3   | 94,3  | 48     | 48     | 46,4   | 46,4   |

### Source
- Chiffres de population officiels polonais 2006